# José Bordalás
 (mai 2016).
Si vous disposez d'ouvrages ou d'articles de référence ou si vous connaissez des sites web de qualité traitant du thème abordé ici, merci de compléter l'article en donnant les références utiles à sa vérifiabilité et en les liant à la section « Notes et références ».
José Bordalás Jiménez, né le 5 mars 1964 à Alicante (Espagne), est un footballeur espagnol reconverti en entraîneur.
Il est actuellement en poste à Getafe CF.

## Biographie

### Joueur
José Bordalás commence à jouer dans les catégories juniors de l'Hércules d'Alicante où il joue jusqu'à l'âge de 21 ans. Il ne parvient toutefois pas à débuter en équipe première. 
Il est alors prêté auprès de diverses équipes telles que l'Español de San Vicente, Orihuela Deportiva, Villajoyosa, Rayo Ibense et Benidorm. Il joue également avec les clubs de Dénia, Torrevieja, Petrelense et Altea, en troisième division. 
Il met un terme à sa carrière de joueur à l'âge de seulement 28 ans, en raison d'une blessure.

### Entraîneur
José Bordalás commence à entraîner en 1993 dans les catégories juniors de l'Alicante CF.
Lors de la saison 2009-2010, il prend les rênes de l'Elche CF, club qui milite en deuxième division. En 2012, il rejoint l'AD Alcorcón, toujours en Division 2.
En juin 2015, il devient l'entraîneur du Deportivo Alavés. Le club obtient la promotion en première division au terme de la saison. Il est remplacé par Mauricio Pellegrino en juin 2016.
Bordalás est recruté par Getafe CF le 27 septembre 2016 en remplacement de Juan Eduardo Esnáider, alors que le club occupe une place de relégable en D2. En juin 2017, il obtient une nouvelle promotion en D1 après avoir terminé la saison à la troisième place et avoir éliminé SD Huesca et CD Tenerife lors du play-off. 
Lors de la saison 2018-2019, Getafe est tout près de se qualifier pour la Ligue des champions, mais termine finalement à la cinquième place du championnat d'Espagne, place qualificative pour la Ligue Europa. José Bordalás reçoit le 22 mai 2019 le Trophée Miguel Muñoz de meilleur entraîneur de la Liga.
Il rejoint Valence en 2021, et atteint la finale de la Copa Del Rey (que son équipe perdra aux tirs au but). Il quitte le club à l'issue de la saison.
Le 29 avril 2023, Getafe CF annonce son retour, avec comme principal mission d'obtenir le maintien du club de la banlieue madrilène. Après avoir maintenu le club, il prolonge son contrat pour 2 ans. 

## Palmarès

### Entraîneur
- Champion de D2 et promotion en D1 avec le Deportivo Alavés en 2016.
- Promotion en D1 avec Getafe CF en 2017.